# Uleåsalo kyrka
Uleåsalo kyrka (finska: Oulunsalon kirkko) är en kyrkobyggnad i finländska Uleåborg, tillhörande Uleåsalo församling inom Evangelisk-lutherska kyrkan i Finland.
Uleåsalo kyrka ritades av arkitekten Julius Basilier, färdigställdes hösten 1891 och invigdes på kyndelsmässodagen 1892. Den är en långhuskyrka med tornet i öster.
Bland inventarierna märks altartavlan, målad 1855 av G. A. Dahlström, som ursprungligen var placerad i en tidigare kyrka och räddades ur den eldsvåda som ödelade denna.
Om somrarna tjänar Uleåsalo kyrka som vägkyrka.